# Emanuel Rádl
Emanuel Rádl (21. prosince 1873 Pyšely – 12. května 1942 Praha) byl český biolog a polemicky originální vitalistický filozof, angažovaný zastánce Masarykova kritického realismu a odpůrce pozitivismu.

## Život
Narodil se v početné rodině malého obchodníka, navštěvoval gymnázium v Benešově a v Domažlicích a na matčino přání vstoupil do noviciátu v augustiniánském řádu, kde ale pobyl jen dva roky (kláštery v Domažlicích, Vrchlabí a Praze). Brzy jej však opustil s tím, že poněkud zanevřel na katolickou církev, později přestoupil k protestantismu a stal se jedním z jeho čelných teoretiků. Na (české) Karlově univerzitě studoval biologii a zde také roku 1898 promoval. Pracoval pak jako asistent Ústavu zoologie Filozofické fakulty UK, byl středoškolským profesorem v Plzni, v Pardubicích a od roku 1902 v Praze na gymnáziu v Ječné (1902–19). Roku 1904 se stal docentem zoologie a dějin biologických věd, od roku 1919 řádným profesorem přírodní filozofie. V roce 1922 podnikl cestu kolem světa a z těchto dojmů vznikla kniha Západ a Východ. Roku 1934 předsedal 8. mezinárodnímu filozofickému kongresu v Praze, ale už roku 1935 ho těžká nemoc prakticky vyřadila z veřejného života. Zemřel v úplné domácí izolaci a pod tlakem válečné situace, jíž se statečně vzepřel v Útěše z filosofie.

Roku 1907 se oženil s Marií Ptáčkovou, s níž měl dvě dcery a syna, který však záhy po narození zemřel.

## Přírodovědec
V první fázi svého života se zabýval celou řadou přírodovědných oborů, od mineralogie až po etologii, zejména vývojem nervové soustavy a zraku; jeho práce o fototropismu zakládají vědeckou etologii u nás. Mezinárodně jej proslavily jeho Dějiny biologických teorií, ovlivněné Hansem Drieschem, které vyšly původně německy (1905–1913 a znovu 1970), dále anglicky (1930 a 1988) a španělsky (1931); úplné české vydání vyšlo až roku 2006. Už počátkem 20. století se však jeho zájem začal obracet k filozofii, k veřejným záležitostem a k náboženství. Za první světové války přestoupil k protestantismu a pod vlivem Masaryka se začal věnovat veřejným otázkám.

## Filozof
Svými radikálními názory na vědeckou poctivost, sociální spravedlnost, lidskou svobodu a národnostní otázku stál často v opozici k většinovému mínění a i na univerzitě žil ve značném napětí s některými svými kolegy. V Romantické vědě kritizoval soudobé vědecké myšlení, zejména německou přírodní filozofii, a vytýkal jí, že se vyhýbá zaujímání osobních postojů a vůbec otázkám pravdy a mravnosti. V knize Válka Čechů s Němci kritizoval moderní nacionalismus, a to jak český, tak německý, i národnostní politiku ČSR vůči německé menšině. Proti představě „národního státu“ stavěl představu politického národa, který spojuje ústava a zákony; zároveň byl mezi prvními,[zdroj?] kdo si všimli nebezpečí „německé revoluce“ a nacismu. V dvousvazkových Dějinách filosofie se osobně vyrovnává s celou západní filozofickou tradicí. V drobné knížce Hrdina moderní doby vyzdvihuje význam T. G. Masaryka jako filozofa a člověka, jako čestného moderního rytíře. Jeho poslední a nejznámější kniha, Útěcha z filosofie, kterou psal už v těžké nemoci a v reaktivní depresi z politického vývoje, v obavách o budoucnost evropského lidstva, je velkým vyznáním věrnosti trvalým hodnotám pravdy a dobra. Do bohaté diskuse k Útěše vstoupil zejména Jan Patočka, který se Rádlovi věnoval už před válkou, a J. L. Hromádka, který Rádla označil za „Dona Quijote české filozofie“.

## Angažovaný myslitel
Po vzniku Československa v roce 1918 cítil velkou odpovědnost za další vývoj demokratického státu a jako vědec a filozof ji projevoval zejména kritickou veřejnou činností. Po ideovém rozchodu se Zdeňkem Nejedlým dlouhodobě spolupracoval hlavně s evangelickým teologem J. L. Hromádkou, s nímž společně pracoval v Akademické YMCA a v Křesťanské revui. Vedl řadu polemik a v diskusi o „smyslu českých dějin“ vystoupil s kritikou pozitivistického pojetí historie. Spiskem Co soudím o spiritismu rezolutně odmítl módní spiritismus; přednášel a publikoval desítky brožur a článků na aktuální společenská témata sociální a národnostní spravedlnosti, pojetí demokracie, proti rasovým teoriím a antisemitismu a na obranu západního pojetí lidské svobody.
| „ | Jak zachránit civilizaci před rozkladem? To je zoufalá otázka naší doby, tím zoufalejší, že lidé necítí nebezpečí. | “ |

## Dílo (výběr)
- O morfologickém významu dvojitých očí u členovců (1901)
- Nová pozorování o fototropismu zvířat (česky 1902, německy 1903)
- Dějiny vývojových teorií v biologii 19. století (německy 1905 a 1909, 2. vydání 1913; česky 1909 a 2006)[6]
- Masaryk a Nietzsche (1910)
- Nová nauka o ústředním nervstvu (1911, německy 1912)
- Úvahy vědecké a filosofické (1914)
- Romantická věda (1918)[7]
- T. G. Masaryk, první president (1919)
- Masarykův ideál moderního hrdiny (1920)
- Co soudím o spiritismu (1922)
- O naší nynější filosofii (1922)[8]
- Moderní pověra a tak zvané okultní vědy (1923)
- Pokrok v náboženství (1924)[9]
- Západ a Východ. Filosofické úvahy z cest (1925)[10]
- O smysl našich dějin (1925)[11]
- Křesťanství po válce ve světě a u nás (1925)
- Moderní věda. Její podstata, methody, výsledky (1926)[12]
- Revise pokrokových ideálů v národní škole (1928)[13]
- Válka Čechů s Němci (1928)
- Proti tak zvané sociální indikaci (1932)[14]
- Dějiny filosofie I. (starověk a středověk) (1932)[15]
- Dějiny filosofie II. (novověk) (1933)
- Dnešní stav filosofie a psychologie (1933)
- O německé revoluci (1933)
- K politické ideologii sudetských Němců (1935)
- O čtení děl básnických (1935)[16]
- Věda a víra u Komenského (1939)
- Útěcha z filosofie (1946)[17]
- řada dalších brožur, přednášek a polemik k aktuálním tématům